# Mirandornithes
Mirandornithes (име сковао Сангстер, 2005) је клада која садржи два реда фламингосе и гњурце. Утврђивање везе између ове две групе било је проблематично. Фламингоси су смештани у велики број грана Neognathae, као што су патке и роде. Како год, скорашње студије су потврдиле да су ове две групе сестринске.
И примитивни Phoenicopteriformes, а и њихови ближи рођаци, гњурци, били су водене птице. Ово указује да је цела група Mirandornithes еволуирала вероватно од воденог претка који је био изузетан пливач.

## Класификација
царство: Animalia
тип: 
класа: 
клада: 
клада: 
клада: 